# Mario Patanè
Mario Patanè (Acireale, 18 agosto 1961) è un attore italiano.

## Biografia
Mario Patanè nel 1982 si trasferisce a Roma per frequentare l'Accademia Nazionale d'Arte Drammatica Silvio D'Amico dove si diploma nel 1985. Nello stesso anno prende parte alla trasmissione televisiva Passione mia condotta da Monica Vitti docente della suddetta accademia.
In teatro ha lavorato con tanti registi tra cui: Lorenzo Salveti, Aldo Trionfo, Mauro Bolognini, Luigi Squarzina, Giuseppe Patroni Griffi, Mario Missiroli e Mario Scaccia.
In televisione è principalmente noto per il ruolo del notaio svizzero nella serie tv I Cesaroni.

## Riconoscimenti
- Nel 1999 ha ricevuto insieme a tutto il cast il Nastro d'Argento come miglior attore non protagonista per il film La cena.[3]
- Nel 2007 viene premiato al festival di Borgio Verezzi come migliore attore non protagonista.[4]

## Filmografia

### Cinema
- Palombella rossa, regia di Nanni Moretti  (1989)
- Il muro di gomma, regia di Marco Risi  (1991)
- Nessuno mi crede, regia di Anna Carlucci (1992)
- Il pulpito, regia di Pierluigi Ciriaci e Francesco Pizzo (1992)
- Magnificat, regia di Pupi Avati (1993)
- Finalmente soli, regia di Umberto Marino (1997)
- Due come noi, non dei migliori, regia di Stefano Grossi (1998)
- L'odore della notte, regia di Claudio Caligari (1998)
- L'ultimo capodanno, regia di Marco Risi (1998)
- La cena, regia di Ettore Scola (1999)
- La fame e la sete, regia di Antonio Albanese (1999)
- La vespa e la regina, regia di Antonello De Leo (1999)
- Caruso, zero in condotta, regia di Francesco Nuti (2001)
- Tre mogli, regia di Marco Risi (2001)
- E adesso sesso, regia di Carlo Vanzina (2001),
- Le barzellette, regia di Carlo Vanzina  (2004)
- Il nostro matrimonio è in crisi, regia di Antonio Albanese (2002)
- Saimir, regia di Francesco Munzi (2004)
- Il dolce e l'amaro, regia di Andrea Porporati (2007)
- Buona giornata, regia di Carlo Vanzina (2012)
- Cristian e Palletta contro tutti, regia di Antonio Manzini (2015)
- Non si ruba a casa dei ladri, regia di Carlo Vanzina (2016)
- Cetto c'è, senzadubbiamente, regia di Giulio Manfredonia (2019)
- I futurieri, regia di Simone D'Angelo (2019)
- D.N.A.: Decisamente Non Adatti, regia di Claudio Gregori e Pasquale Petrolo (2020)
- Kindeswhol, Il bene del bambino, regia di Franco Angeli (2022)[5]

### Televisione
- Un commissario a Roma, regia di Ignazio Agosti (1992)
- La dottoressa Giò 2 (1998)
- Anni '60, regia di Carlo Vanzina (1999)
- Non lasciamoci più 2, regia di Vittorio Sindoni (2000)
- Storia di guerra e d'amicizia, regia di Fabrizio Costa (2001)
- Stiamo bene insieme, regia di Vittorio Sindoni (2002)
- Le ragazze di Miss Italia, regia di Dino Risi (2002)
- Gli occhi dell'amore, regia di Giulio Base (2005)
- Regina dei fiori, regia di Vittorio Sindoni (2005)
- Regina dei fiori, regia di Vittorio Sindoni (2005)
- Orgoglio 2, regia di Giorgio Serafini (2005)
- L'ultimo padrino, regia di Marco Risi (2007)
- I Cesaroni (2009, 2012)
- Le mani dentro la città, regia di Alessandro Angelini (2014)
- I fantasmi di Portopalo, regia di Alessandro Angelini  (2017)
- I topi, regia di Antonio Albanese (2018)
- La mafia uccide solo d'estate, regia di Luca Ribuoli (2018)
- Il Gattopardo, regia di Tom Shankland, Laura Luchetti e Giuseppe Capotondi (2025)